# Mausoleen (Bützow)

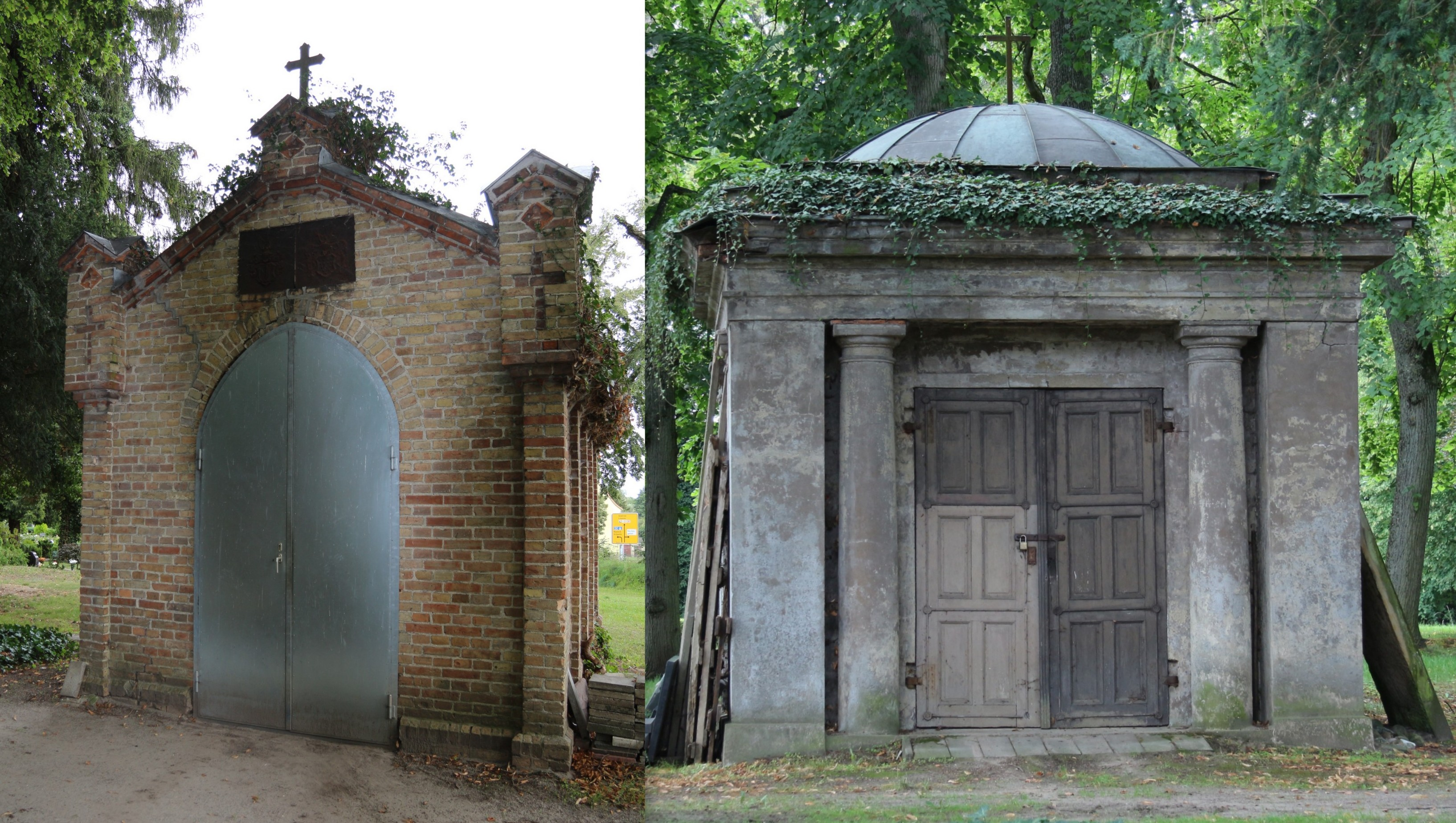
Mausoleen Bützow

Die Mausoleen von Bützow sind zwei monumentale denkmalgeschützte ehemalige Grabmale in Gebäudeform auf dem Friedhof der Evangelischen Kirchengemeinde in Bützow im Landkreis Rostock.

## Geschichte

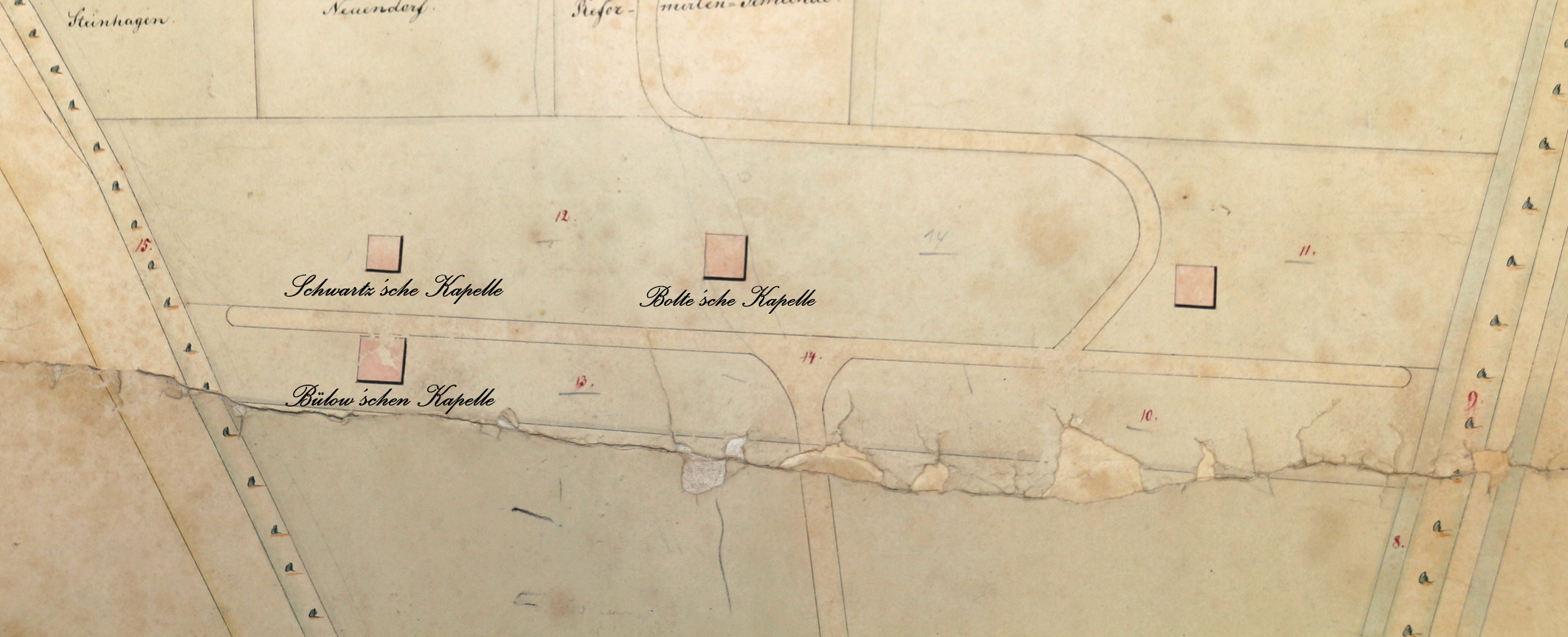
Kapellenreihe Bützow

Im 19. Jahrhundert wurden in den Städten, als die Bestattungen in den Kirchen und auf den Kirchhöfen verboten worden waren, neue Begräbnisplätze angelegt, die sowohl anhand ihrer Gestaltung als auch mit ihrem einmaligen architektonischen Erbe von unschätzbarer Bedeutung sind. Kein anderes Bundesland als Mecklenburg besitzt und besaß auf den städtischen Friedhöfen so viele Grabkapellen und Mausoleen, die generell Zeugnis eines im 19. Jahrhundert erstarkten Bürgertums ablegen. Ursprünglich beinhaltete der Friedhof vor dem Rühner Thor vier Grabkapellen in der Kapellenreihe. Namentlich bekannt sind davon die Weltzien-Bülow’sche Kapelle, die Schwartz’sche Kapelle und die Bolte’sche Kapelle. Der Name der vierten Kapelle ist nicht überliefert. Auf dem Friedhof befinden sich heute noch zwei Familienmausoleen. Die Gruften wurden im neogotischen und klassizistischen Stil erbaut und stehen unter Denkmalschutz.

## Weltzien-Bülow’sche Kapelle

### Geschichte
Das als Erbbegräbnis konzipierte Mausoleum (53° 50′ 49,4″ N, 11° 57′ 54,5″ O) diente als letzte Ruhestätte für den Gutsherrn von Steinhagen, Carl Anton Ulrich von Weltzien (1803–1877), sowie für seine Frau, eine geborene von Bülow. 
Die Kapelle wurde aus hellen Backsteinen im neugotischen Stil erbaut, wobei die Mauern in Blockverband gestaltet sind. Das spitzbogige Wappenportal wurde von einem zweiflügeligen Holztor flankiert, und die darüber angebrachten gusseisernen Wappentafeln (Heiratswappen) zeigen die Wappen der mecklenburgischen Uradelsgeschlechter von Weltzien und von Bülow. Die Seitenfronten sind schlicht gehalten, während an allen vier Seiten je ein Strebepfeiler steht, der rechtwinklig zu den anderen angeordnet ist.
Das Gebäude wird durch ein Satteldach mit Kreuz abgeschlossen, das mit Blech eingedeckt ist. Leider ist kein historisches Inventar mehr vorhanden.

### Weltzien
Die Familie von Weltzien ist ein Geschlecht des mecklenburgischen Uradels. Das Geschlecht erscheint erstmals urkundlich mit Johannes de Weltzyn im Jahre 1247 bzw. mit Deneke de Welczin am 12. Februar 1270, mit dem auch die ununterbrochene Stammreihe beginnt. Es hatte seine Stammsitze in Welzin, heute Ortsteil von Passow, von dem die Familie ihren Namen entlehnt.

#### Wappen
Das Wappen zeigt in Silber eine schräglinks liegende geflügelte rote Pferdebremse. Auf dem Helm mit rot-silbernen Decken das Schildbild.

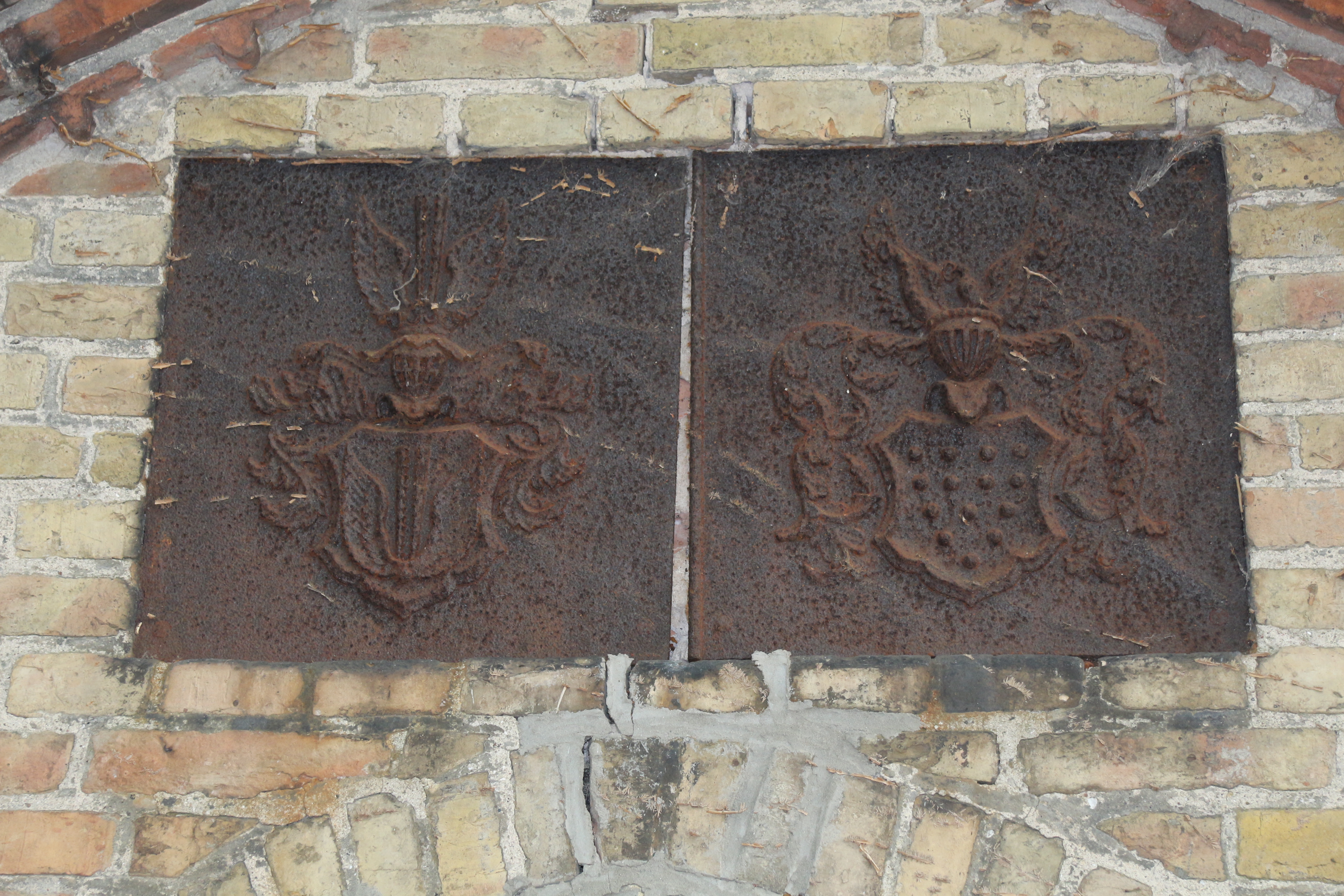
Heiratswappen der Weltzien-Bülow’schen Kapelle

### Bülow
Die Familie von Bülow zählt zu den ältesten und namhaftesten Geschlechtern des mecklenburgischen Uradels. Erstmals urkundlich erwähnt wird 1229 der Ritter Godofridus de Bulowe. Der Name der Familie geht aus dem gleichnamigen Stammhaus, dem Ort Bülow, hervor.

#### Wappen
Das Wappen zeigt 14 goldene Kugeln auf blauem Grund, darüber auf dem Helm ein Pirol mit goldenem Ring im Schnabel.

## Schwartz’sche Kapelle

### Geschichte
Das als Erbbegräbnis 1841 errichtete Mausoleum (53° 50′ 49″ N, 11° 57′ 54,9″ O), westlich der nahegelegenen Friedhofskirche, wurde im klassizistischen Stil erbaut. Es umfasst eine Größe von sechs mal sieben Meter. Die Tempelfassade besteht aus zwei freistehenden Säulen aus Sandstein und Putz und einem zweiflügeligen Eingangsportal. Ein regelmäßiger Konsolfries und ein Kranzgesims schließen die Fassade nach oben hin ab. An den Seitenwänden befinden sich jeweils rechts und links ein Pilaster und mittig unter der Traufe jeweils ein Rundbogenfenster aus Gusseisen. Das Dach besteht aus einer Flachkuppel mit Kreuz. Historisches Inventar ist nicht mehr vorhanden.

### Bestattete
In der Schwartz’sche Kapelle waren in chronologischer Reihenfolge ihres Todes beigesetzt:
1. Sophie Elisabeth Magdalene Schwartz, geb. Hillmann (1790–1841)
2. Carl Johann Peter Schwartz (1794–1872), Gutsbesitzer zu Steinhagen

## Bolte’sche Kapelle
Das als Erbbegräbnis errichtete Mausoleum war die Begräbnisstätte des Direktors a.D. des Großherzoglichen Criminal-Collegium zu Bützow Carl August Friedrich Bolte (1792–1866) und dessen Frau Carolina Wilhelmina Bolte, geb. Pauly. Über die Bolte’sche Kapelle ist wenig bekannt. Auf dem Plan des Friedhofs von 1860 ist die Kapelle aufgeführt. 1892 sollte die Kapelle für den Bau der Friedhofskapelle umfunktioniert werden. Dies wurde nicht durchgeführt. Um 1960 wurde die Bolte’sche Kapelle abgebrochen.

## Bützower Baudenkmal Nr. 0269
Dem Bützower Baudenkmal Nr. 0269 sind folgende Denkmale und Kleindenkmale untergliedert:
- Friedhof mit Kapelle
- Mausoleen
- Jüdischer Friedhof
- Ehrenfriedhof mit Mahnmal für Opfer des Nationalsozialismus
- Grabmal Ernst Mundt
- Grabmal Wilhelm Paschen und Frau
- Grabmal Heinrich Lenschau